# Hieracium isthmium
Hieracium isthmium es una especie de planta con flor del género Hieracium, de la familia Asteraceae, orden Asterales.

## Distribución
Hieracium isthmium se distribuye por Noruega.

## Taxonomía
Fue descrita científicamente por Elfstr. ex Omang.
Tratamiento taxonómico
La especie aparece registrada y publicada en Nyt Mag. Naturvidensk.